# Koncepce Tatra

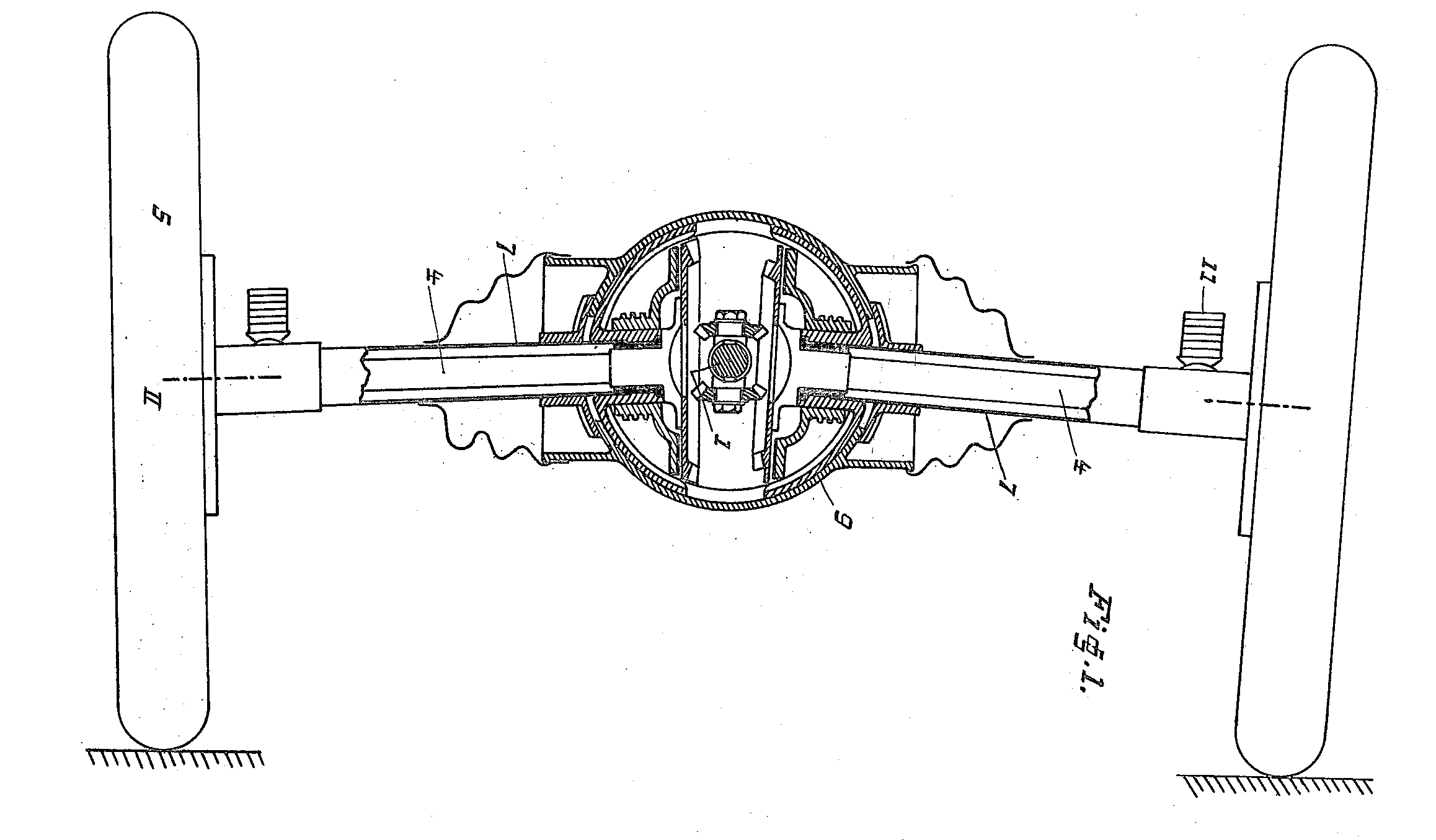
Patent Edmunda Rumplera

Koncepce Tatra je řešení Hanse Ledwinky, dlouholetého konstruktéra a později technického ředitele společnosti Tatra, který tak poprvé zkombinoval tři dříve známá řešení:
- vzduchem chlazený motor
- páteřový rám
- kyvadlová náprava

## Princip konstrukce

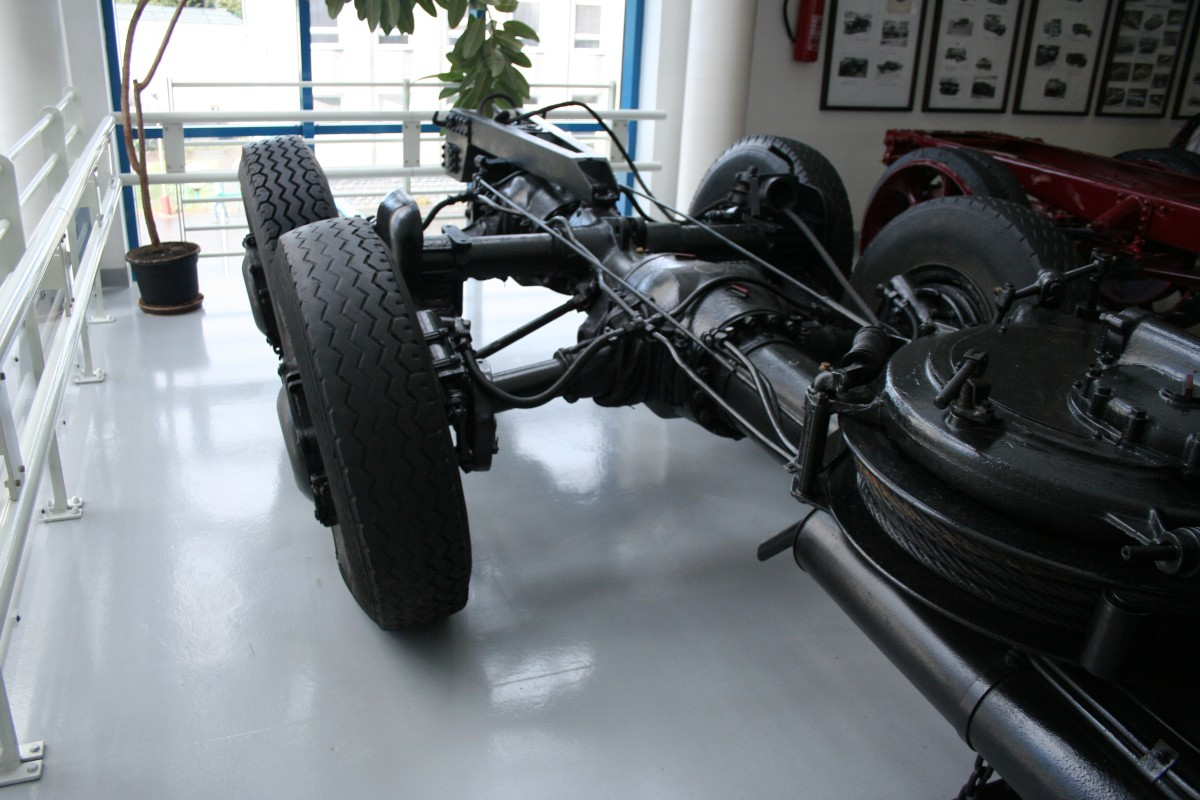
Podvozek tahače Tatra 25 v muzeu Tatra

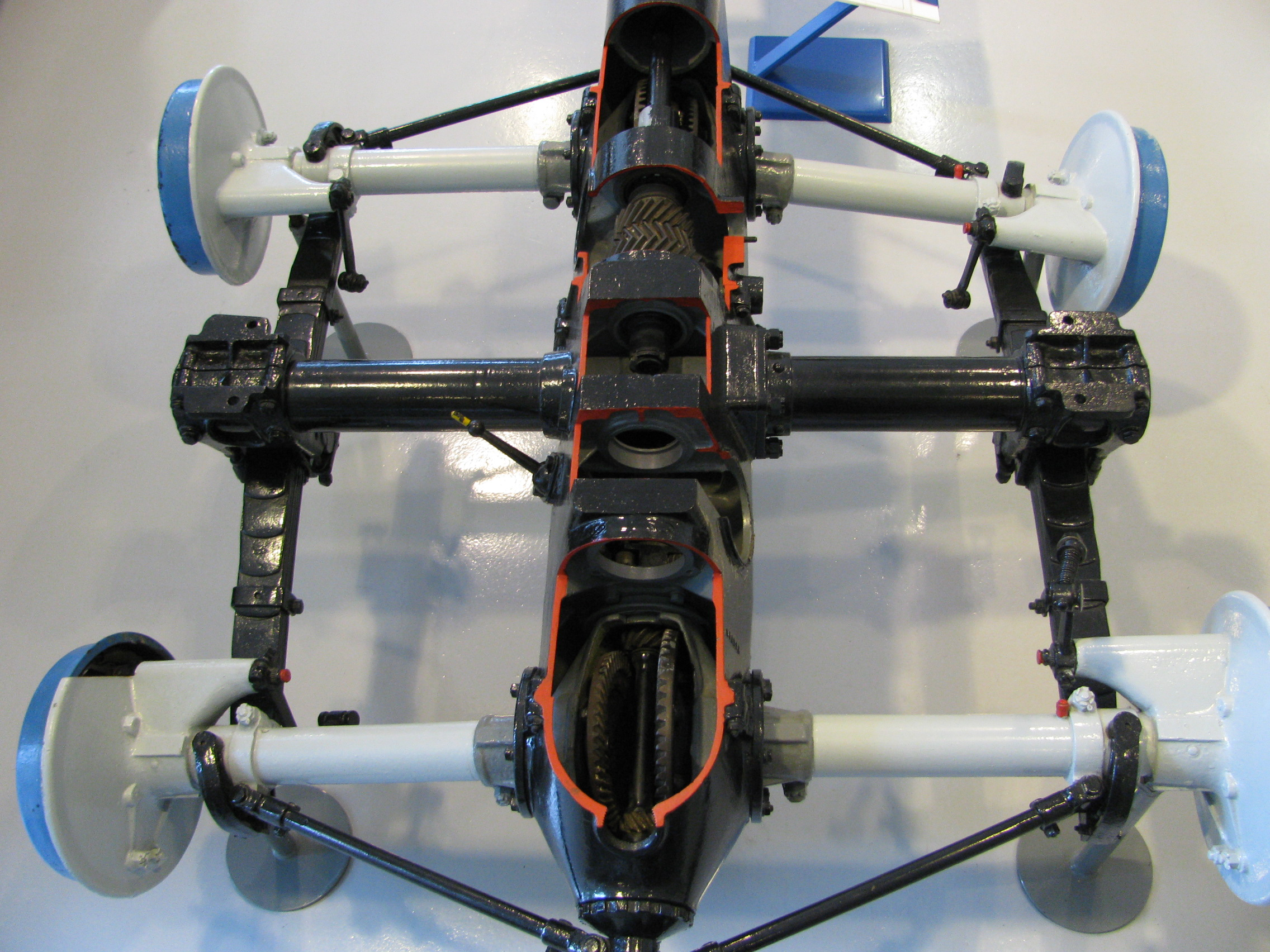
Zadní nápravy vozu Tatra 26/30 v řezu

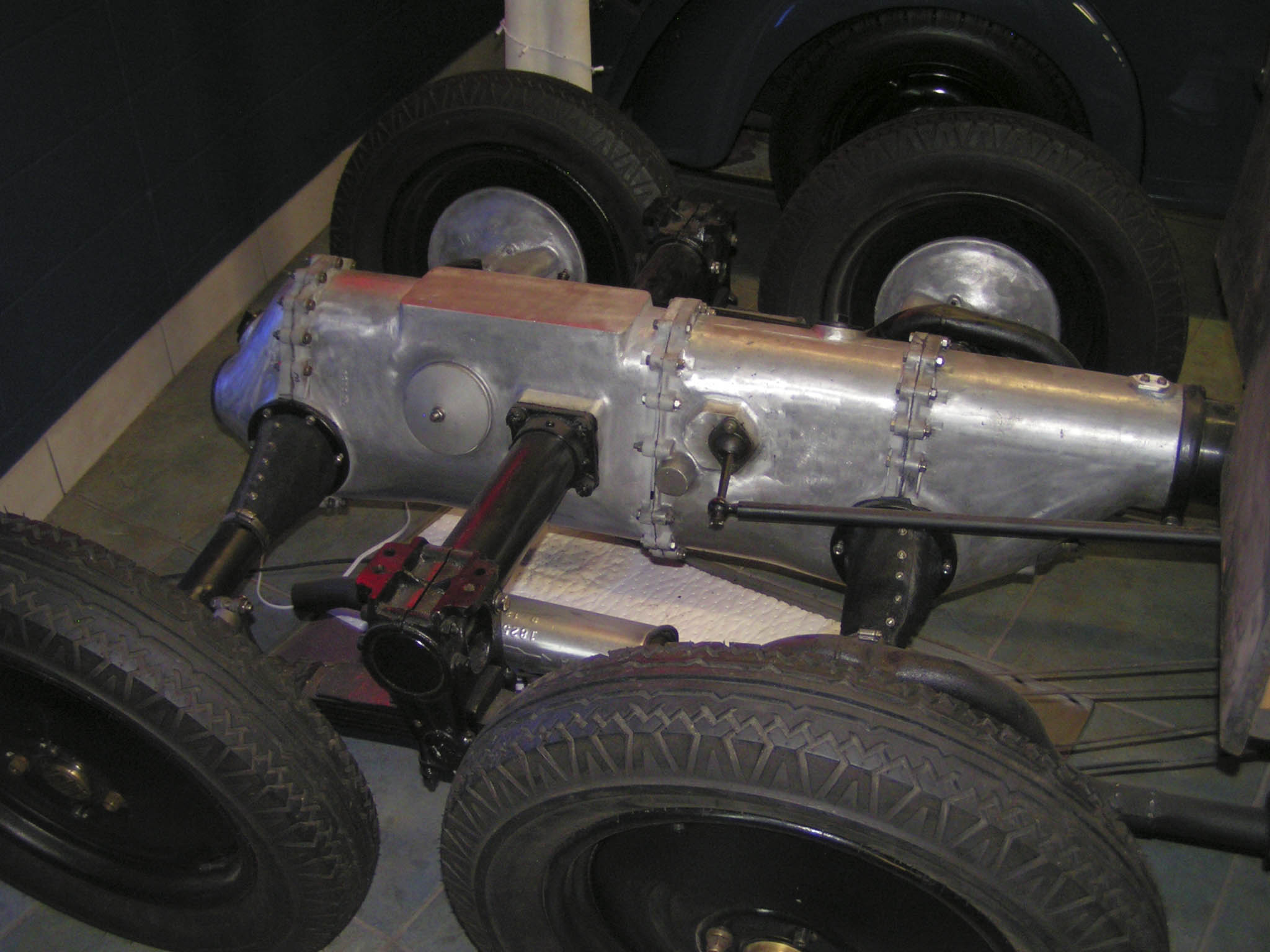
Zadní nápravy T 26/30

Základem rámu je nosná roura chránící uvnitř uloženou hnací hřídel, na kterou jsou připojovány nápravové rozvodové skříně tak, aby celek tvořil samonosnou konstrukci podvozku. Poprvé byl použit u osobního vozidla T11 v roce 1923 (s nehnanou tuhou přední nápravou) jako jednoduchá levná varianta nezávislého zavěšení kol, zabezpečujícího prakticky stálý kontakt hnacích kol s vozovkou. V dnešní době se v konstrukci osobních vozů používá jiných nezávislých zavěšení, která snižují neodpružené hmoty a nezpůsobují změnu rozchodu kol. Větší význam má proto v konstrukci nákladních vozidel v provedení do těžkého terénu.

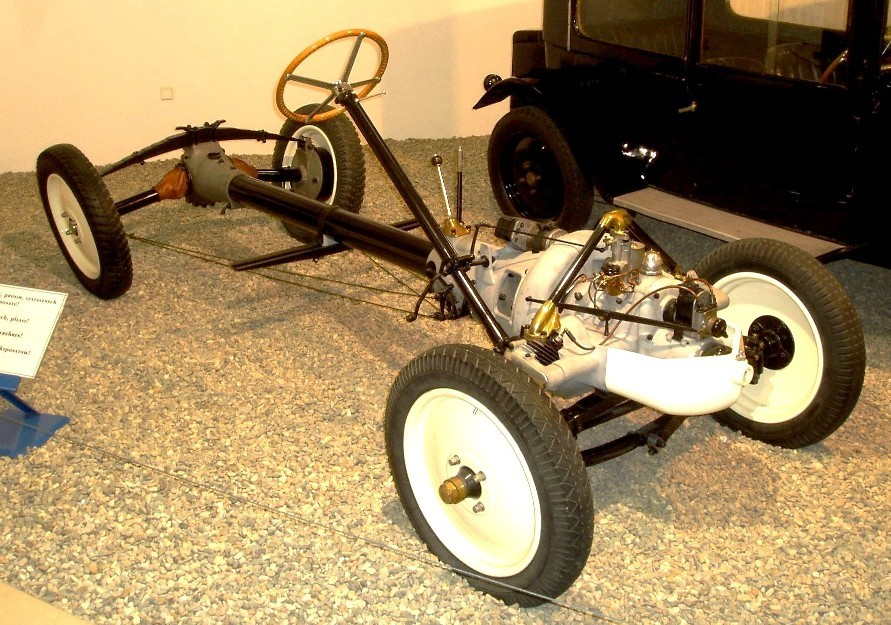
Po přidání nádrže pohyblivý podvozek Tatra 11 v kopřivnickém muzeu

## Modulová konstrukce rámu
Intenzívním vývojem a zdokonalováním páteřového rámu dokázala společnost Tatra vyvinout jeden z nejdokonalejších podvozků nákladních automobilů. Výhodnost konstrukce potvrzuje 300 000 nákladních vozů vyrobených do roku 2000 a také úspěchy v Rallye Paříž – Dakar, kam ostatní automobilky posílají speciálně zkonstruované vozy, ale Tatra v podstatě sériové podvozky, odlišující se pouze odlehčením a drobnými úpravami.
Moduly:
- Rozvodová skříň s hnanými výkyvnými polonápravami – řiditelná
- Rozvodová skříň s hnanými výkyvnými polonápravami – neřiditelná
- Spojovací nosná roura

Díky modulové koncepci lze teoreticky sestavit jakýkoliv typ podvozku. Prakticky vyráběné podvozky společností Tatra jsou 4×4, 6×6, 8×8, 10×10, 12×12 a 16x8 s více řiditelnými nápravami. Na vstupu do rozvodových skříní náprav se v nosné rouře (v současné verzi) nachází uzamykatelný čelní nápravový diferenciál a mezi jednotlivými nápravami uzamykatelné čelní mezinápravové diferenciály. Z rozvodové skříně jsou uvnitř odpružených nezávisle výkyvných polonáprav vedeny hnací hřídele kol, propojené u řiditelných náprav v místě rejdového čepu stejnoběžným kloubem. Odvodit lze jednoduše i verzi s nehnanými polonápravami, která ovšem nemá valného smyslu - absence jejich pohonu přináší jen malou úsporu hmotnosti, náprava zůstane znatelně těžší a prostorově náročnější než při použití nehnané tuhé nápravy obvyklé konstrukce. Stálý kontakt kola s povrchem díky nezávislému zavěšení pak navíc pozbývá důležitosti, není-li náprava hnací.
Výhodou modulové konstrukce podvozku je zaměnitelnost dílů, čímž se zvyšuje provozuschopnost, zjednodušuje údržba a minimalizují se náklady na výrobu. Nevýhodou je vyšší hmotnost kratších jednodušších podvozků (4×4 - viz historie T 128 4×4 odvozené z T 111 6×6) díky nutnosti dimenzovat moduly pro maximální zatížení v celé uvažované řadě vozidel.

Další známou technickou zajímavostí současného provedení podvozku je přesazení levých polonáprav oproti pravým (asi 50 mm u T 815), což je vyvoláno pozdějším užitím prakticky shodných ozubení kuželových pastorků a talířových kol rozvodovek. Problém lze řešit i s nulovým rozdílem podélné polohy polonáprav (viz první vozy vč. T 11 či nákladní T-24) za cenu rozdílné velikosti ozubení „levého“ a „pravého“ soukolí, ale to s sebou nese problémy pevnostního dimenzování a rozšiřuje to sortiment výroby. Vliv přesazení na jízdní vlastnosti či parametry podvozku (poloměr otáčení vlevo a vpravo) je přitom zanedbatelný.

## Koncepce Tatra nově
Typickým znakem výkyvných polonáprav je rozdílná pozice kola vůči podložce v závislosti na zatížení polonápravy (prázdný vůz nohy do "O", naložený do "X") mající vliv na opotřebení pneumatik. Tato nevýhoda byla eliminována až zavedením patentovaného systému vzduchového odpružení Tatra King Frame  (Tatra 815 TerrNo 1). Tato konstrukce je tak zásadní, že nově chápeme Koncepci Tatra jako spojení tří konstrukčních prvků:
- páteřový rám
- kyvadlová náprava
- odpružení King Frame

## Srovnatelná řešení
Kromě vozidel Tatra lze tento systém podvozku najít u některých jiných automobilů – např. Pinzgauer a Haflinger – vozidel firmy Steyr (později Steyr-Puch či Steyr-Daimler-Puch), ve které Hans Ledwinka a jeho syn Erich Ledwinka po určitou dobu působili. V současnosti tyto výrobky patří konkurentu Tatry, firmě Stewart & Stevenson, který tak má šanci patentované řešení případně použít ve vlastní výrobě.